# Seekopf (Ruhpolding)
Der 1173 m ü. NHN hohe Seekopf ist ein Gipfel der Chiemgauer Alpen im Süden der Gemeinde Ruhpolding. Der Berg ist ein Sattel aus rund 230 Millionen Jahre altem Wettersteinkalk.

## Geographie
Die gut 400 Meter hohe Westwand des Seekopfs erhebt sich unmittelbar entlang der Ostseite des Förchensees und liegt schräg gegenüber der Ortschaft Seehaus. Der Talgrund des Förchensees auf 739 Meter trennt den Seekopf von der 1416 Meter hohen Schlösselschneid im Westen. Der Bergstock ist sehr asymmetrisch, da er im Westen sehr steil abbricht, jedoch im Osten nach einer 1035 Meter hohen Einsattelung nördlich der mittlerweile verfallenen Ortnerstube-Diensthütte recht sanft zum 1105 Meter hohen Zirmberg übergeht. Die Prechtböden an der Nordostflanke fallen ebenfalls recht gemächlich zum Tal der Seetraun hin ab, welche den Seekopf vom nördlich anschließenden Eisenberg-Unternberg-Massiv absetzt. Der bereits zum Massiv des Dürrnbachhorns (1776 m) gehörende Richtstrichkopf (1322 m) im Südosten ist nur 1,3 Kilometer entfernt. Er wird durch den von der Ortnerstube herabkommenden Richtstrichgraben von der Seeleite auf der Südseite des Seekopfs getrennt.
Direkt zwischen dem Fuß der Westwand und dem Förchensee querte einst die Staatliche Waldbahn Ruhpolding–Reit im Winkl – ihre Trasse ist noch vorhanden.

## Zugang
Der Zugang zum Gipfel (mit einfachem Gipfelkreuz aus Holz, das sich aber nicht auf dem topographisch höchsten Punkt befindet) erfolgt vom Wanderparkplatz Seehaus. Es bestehen zwei Varianten, die auch als Überschreitung kombiniert werden können. Der Nordanstieg beginnt an der B 305 etwas talauswärts etwa 300 Meter unterhalb von Seehaus in Richtung Ruhpolding auf 730 Meter Höhe und führt in Richtung Prechtböden. Der Südwestgrat durch die Seeleite wird vom Südende des Förchensees aus über eine Forststraße erreicht. Die bewältigte Höhendifferenz beträgt insgesamt etwa 450 Meter. Die Überschreitung ist 6,2 Kilometer lang und erfordert eine reine Gehzeit von 2¾ Stunden. Sie ist zwar nicht ausgeschildert, aber teilweise markiert und durchweg als Steig gut zu erkennen.
Vom Gipfelkreuz bietet sich eine schöne Sicht auf Wildalphorn (1690 m), Dürrnbachhorn und ins Dreiseengebiet, zum Kaisergebirge, zum Mühlprachkopf (1332 m), zur gegenüberliegenden Schlösselschneid, zur Hörndlwand (1684 m), Sulzgrabenkopf (1521 m), Durlachkopf (1395 m), Eisenberg (1490 m) und Unternberg (1425 m). Etwa 100 Meter nordöstlich vom höchsten Punkt befindet sich ein Aussichtsplatz, der einen imposanten Tiefblick auf Seehaus und Förchensee gestattet.

## Geologie

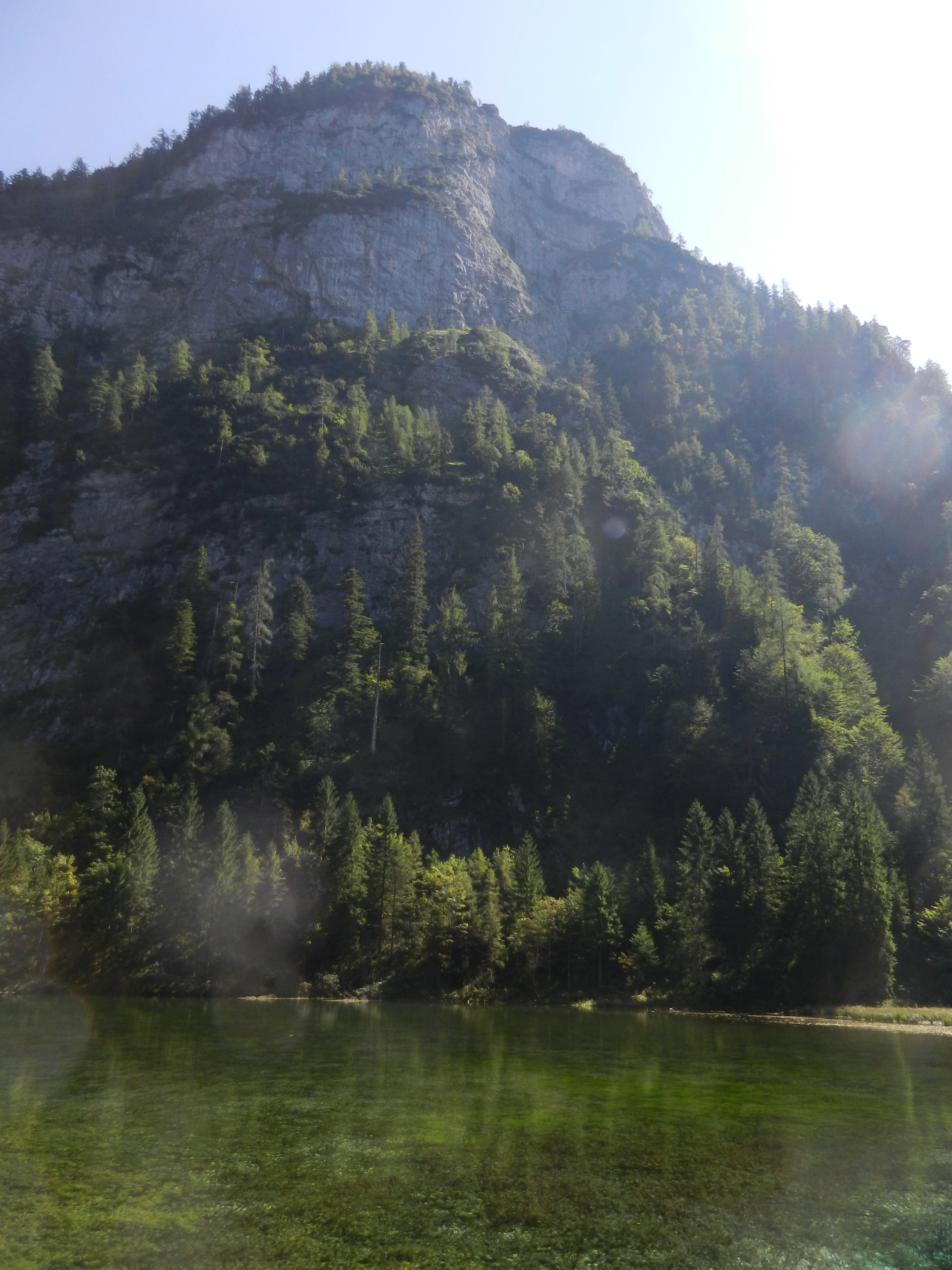
Die Westwand des Seekopfs über dem Förchensee

Der Westen und Norden des Seekopfs werden von Wettersteinkalk aufgebaut, welcher hier einen sehr schön zu erkennenden Sattel bildet. Dieser Sattel ist der östliche Teilabschnitt des Hochkienbergsattels, der ausgehend vom Hochkienberg und dem Seehauser Kienberg in Ostnordost-Richtung über den Seekopf und Zirmberg hinweg bis zum Fischbach zieht. An der Seeleite im Südosten des Berges erscheinen Raibler Schichten, und zwar Raibler Tonstein (stellenweise auch Raibler Sandstein) gefolgt von Raibler Kalk und Raibler Dolomit. Im Südosten des Richtstrichgrabens wird bereits Hauptdolomit angetroffen. Raibler Schichten und Hauptdolomit fallen relativ flach nach Südosten ein.
Durch den Förchensee verläuft eine bedeutende Störung, die Nordnordost streicht und die Sattelachse als linkshändige Seitenverschiebung beinahe um 300 Meter versetzt. Kleinere Nordwest-, Nordost- und Ost-streichende Verwerfungen senken im Osten des Bergstocks die Raibler Schichten teilweise gegen den Wettersteinkalk ab.
Tektonisch gehört der Seekopf zur Staufen-Höllengebirgs-Decke des Tirolikums. Der Berg befindet sich rund 1.000 Meter hinter der Deckenstirn, an der die Lechtal-Decke überfahren wird.

### Pleistozäne Vereisungen
Der Seekopf war bis ins Pleistozän fest mit der gegenüberliegenden Schlösselschneid verbunden. Die Wettersteinkalk-Barriere des Hochkienbergsattels wurde aber vom Seetraun-Gletscher durchbrochen und ausgeräumt – wobei die große Störung diesen Durchbruch erleichtert haben dürfte. Der Seetraun-Gletscher war ein Abzweig des Tiroler-Achen-Gletschers, der von Reit im Winkl und dem Dreiseengebiet kommend weiter in Richtung Ruhpoldinger Talkessel vorstieß. Gemäß Klaus Doben (1970) betrug die damalige Ferneishöhe am Seekopf rund 1200 Meter, der Berg war somit während der Riß- und der Würm-Kaltzeit von Ferneismassen bedeckt. So findet sich östlich des Gipfels auf Raibler Schichten würmzeitlicher Till.

## Ökologie
Der Seekopf liegt im nahezu 100 Quadratkilometer großen und 1955 eingerichteten Naturschutzgebiet Östliche Chiemgauer Alpen (Nummer NSG-00069.01).

## Photogalerie

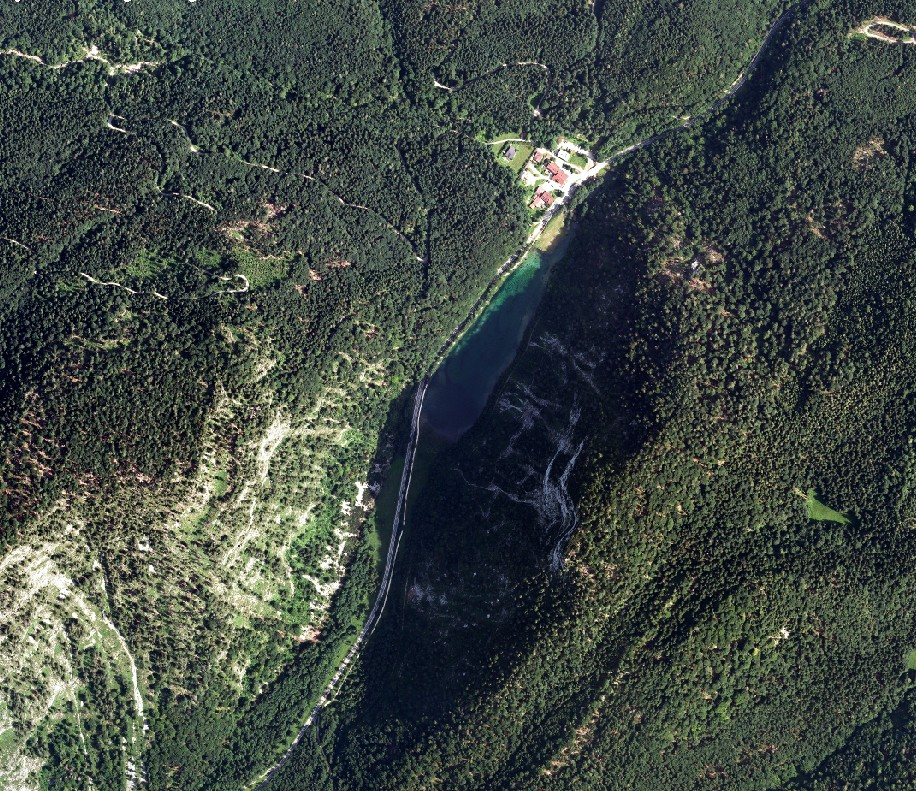
Orthofoto der Förchensee-Region. Die Seekopf-Westwand liegt im Schatten rechts vom See.
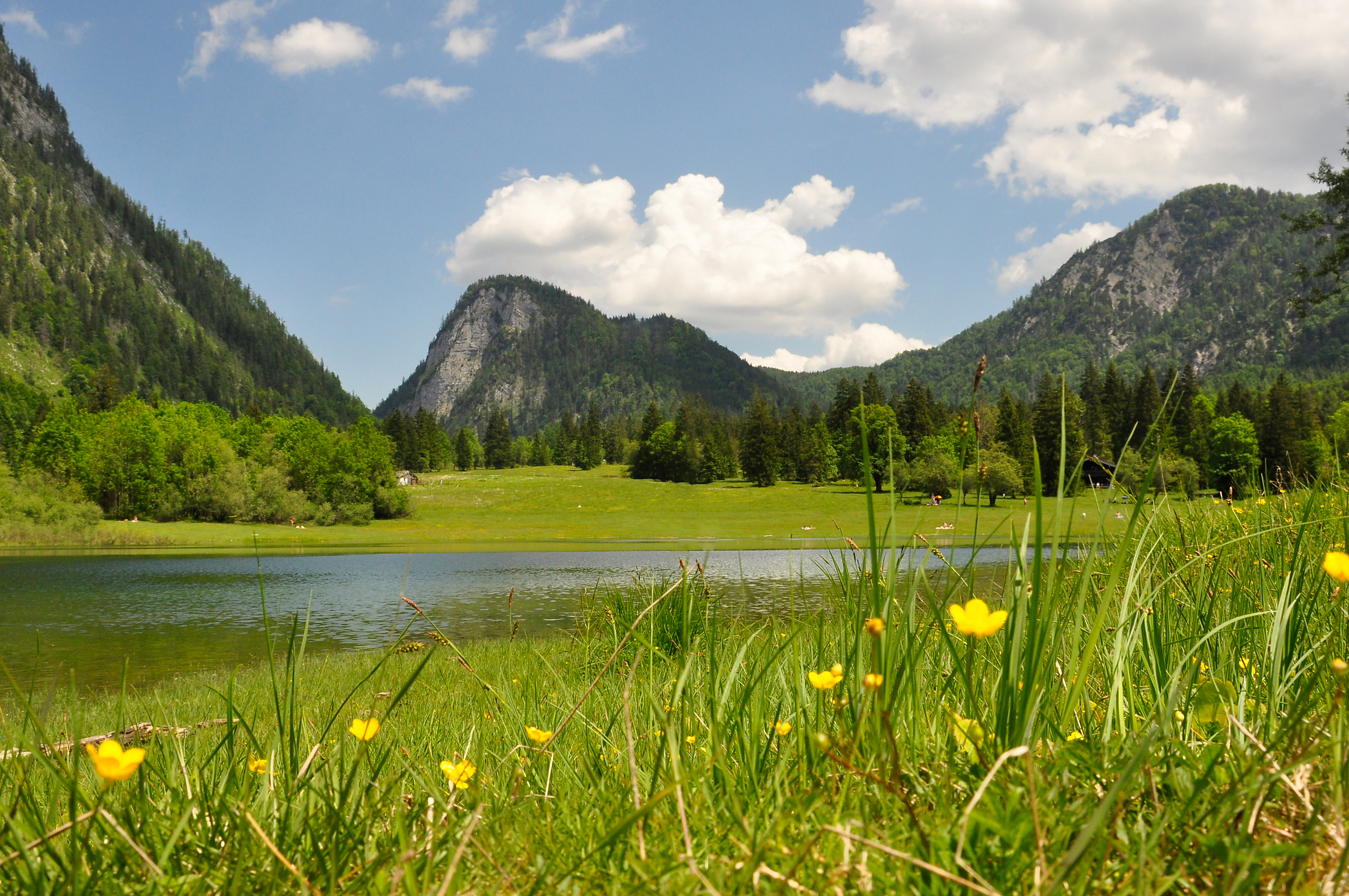
Blick vom Lödensee nach Norden zum Seekopf. Die Sattelstruktur des Berges ist gut zu erkennen. Rechts der Einsattelung der Richtstrichkopf (1322 m).
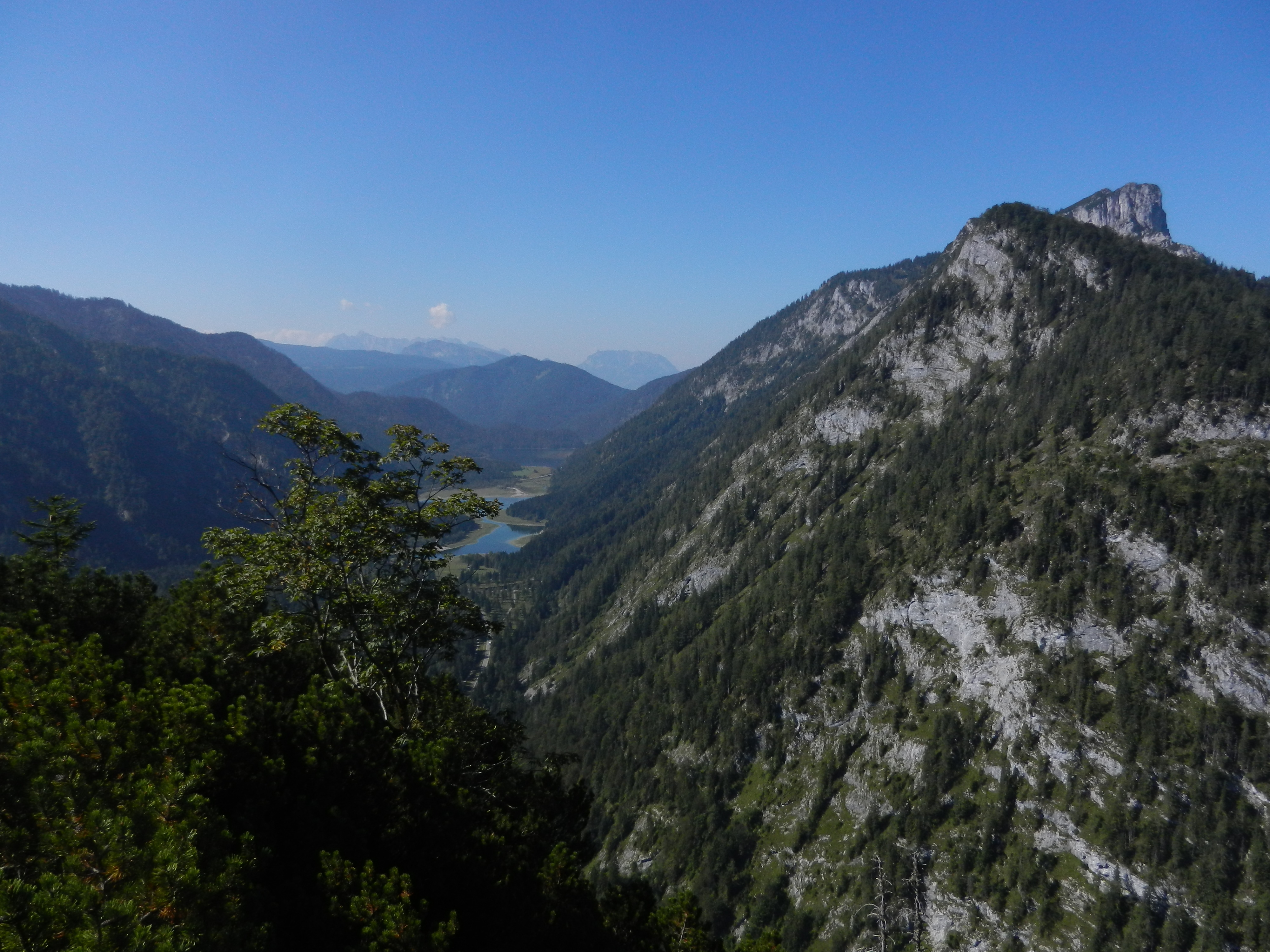
Blick vom Seekopf zur gegenüberliegenden Schlösselschneid, dahinter die Hörndlwand (1684 m). Deutlich zu sehen der asymmetrische Hochkienbergsattel mit sehr steil zu den Seen abfallendem Südsüdostflügel und wesentlich flacherem Nordnordwestflügel. Rechts unterhalb der Hörndlwand verläuft die Deckengrenze Tirolikum-Bajuvarikum.
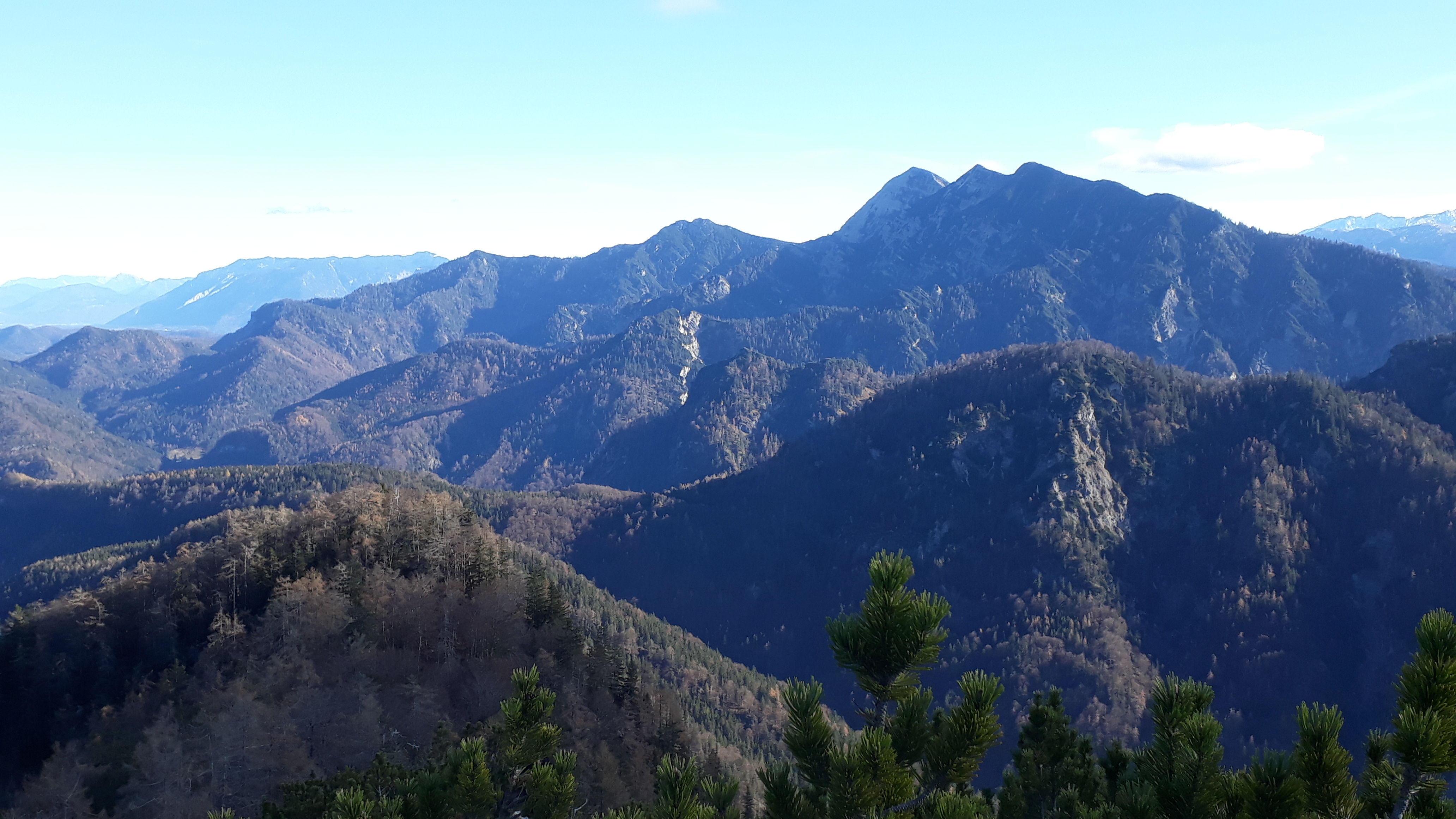
Aussicht vom Gipfel der Schlösselschneid nach Südosten zum Massiv des Sonntagshorns (1961 m). Im Vordergrund Seekopf (links) und Richtstrichkopf (rechts).